# 埃斯特雷马杜拉联合左翼
埃斯特雷马杜拉联合左翼（西班牙语：Izquierda Unida Extremadura）是西班牙左翼政党联盟联合左翼在埃斯特雷马杜拉自治区的分支。它的主要成员是埃斯特雷马杜拉共产党。它的政治立场是左翼。它的总协调员是Pedro Escobar Muñoz。它的总部位于梅里达。